# イーグル (帆船)
イーグル（USCGC Eagle、WIX-327）は、アメリカ沿岸警備隊の保有する練習帆船、バーク船である。元々はナチス・ドイツ海軍の練習帆船ホルスト・ヴェッセルであった。ドイツで建造・運用され、第2次世界大戦後に賠償艦としてアメリカに渡り、現在はコネチカット州ニューロンドンにある沿岸警備隊士官学校で使われている。
準姉妹船には初代/2代目の「ゴルヒ・フォック」(初代は1933年、2代目は1958年建造)、ルーマニア海軍で運用中の「ミルチャ」、ポルトガル海軍で運用中の「NRP サグレス」、未成に終わった「ヘルベルト・ノルクス」がある。

## ドイツ海軍時代

### 第二次世界大戦前

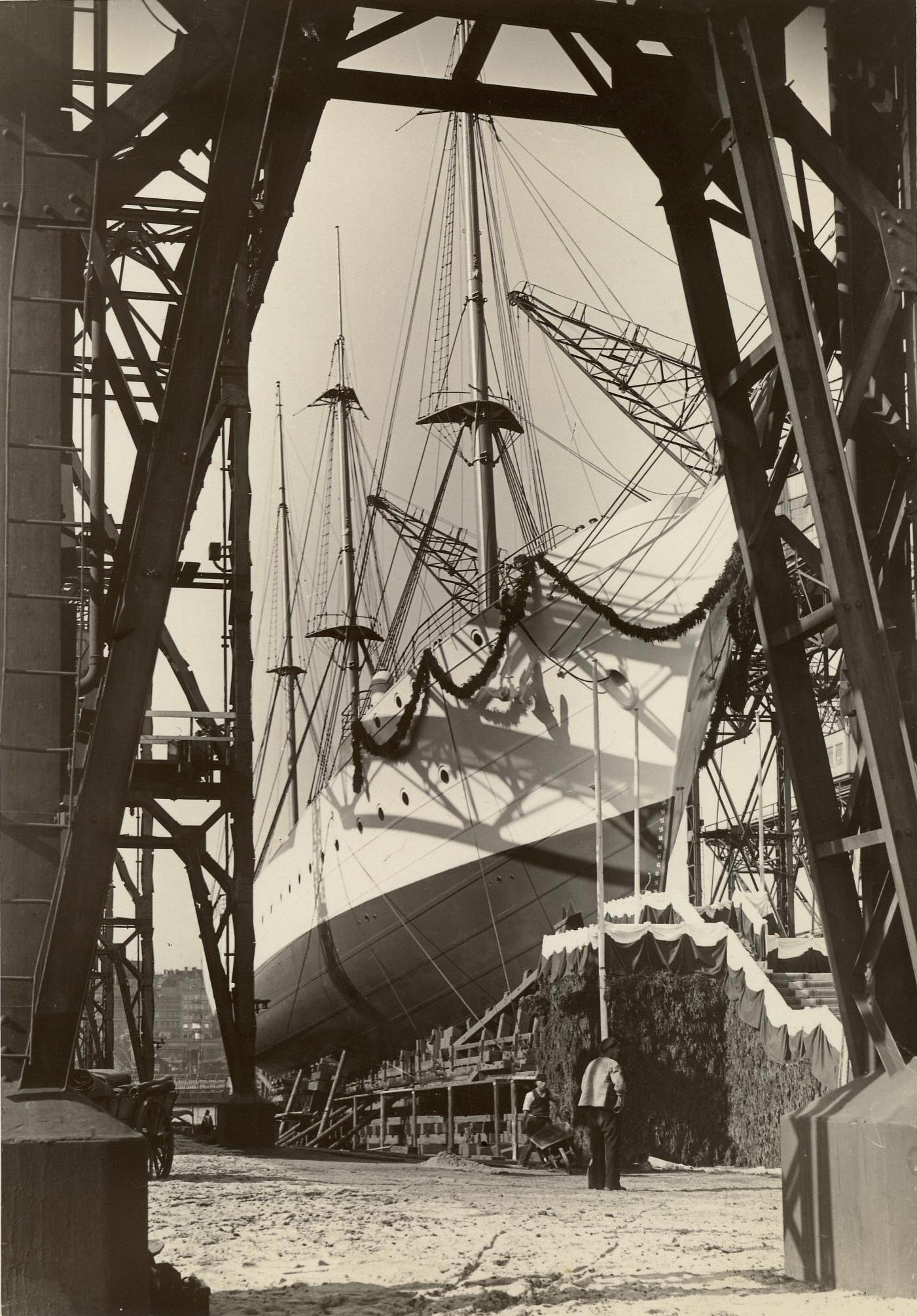
進水式の風景

1936年2月15日にハンブルクのブローム・ウント・フォス社で起工され、同年6月13日に進水、同年9月16日に竣工し、「ホルスト・ヴェッセル」と命名され、翌日就役した。船名はドイツ共産党の戦闘部隊赤色戦線戦士同盟の隊員に射殺され、ナチ党の「殉教者」として英雄化された人物である、国家社会主義ドイツ労働者党の突撃隊少尉、ホルスト・ヴェッセルにちなむ。進水式の際にはアドルフ・ヒトラーによる演説が行われ、ホルスト・ヴェッセルの母親によって命名が行われた。また、就役後の1938年8月21日には、アドルフ・ヒトラーによる見学を受けている。

### 第二次世界大戦中
本船は第二次世界大戦の勃発に伴い1939年に一旦退役し、シュトラールズントにおいてヒトラーユーゲントの海兵隊の訓練に用いられた。その後、1942年に海軍の帆走練習艦として再就役を果たした。この際に20ミリ対空機関砲や20ミリ機関銃などが装備されている。
1942年後半から1945年にかけて、主にバルト海において訓練を行った。なお1944年11月14日、リューゲン島付近で機雷に触れ損傷を負ったが、沈没は免れている。

## アメリカ沿岸警備隊時代
第二次世界大戦終結後の1946年5月15日、賠償艦としてアメリカに引き渡され、「イーグル」としてアメリカ沿岸警備隊に就役し、ドイツのブレーマーハーフェンからアメリカのコネチカット州ニューロンドンに向けて出航した。同年から訓練に参加している。1972年には西ドイツのキールを訪問している。また、本船はしばしば「オペレーション・セイル」に参加しており、1976年のニューヨークで行われた、アメリカ合衆国建国200周年記念国際観艦式でも先頭船を務めている。1981年2月に改修を行った。本船は2024年現在も現役で、世界各地の様々な式典やイベントに参加している。

## ギャラリー

ドイツ海軍時代
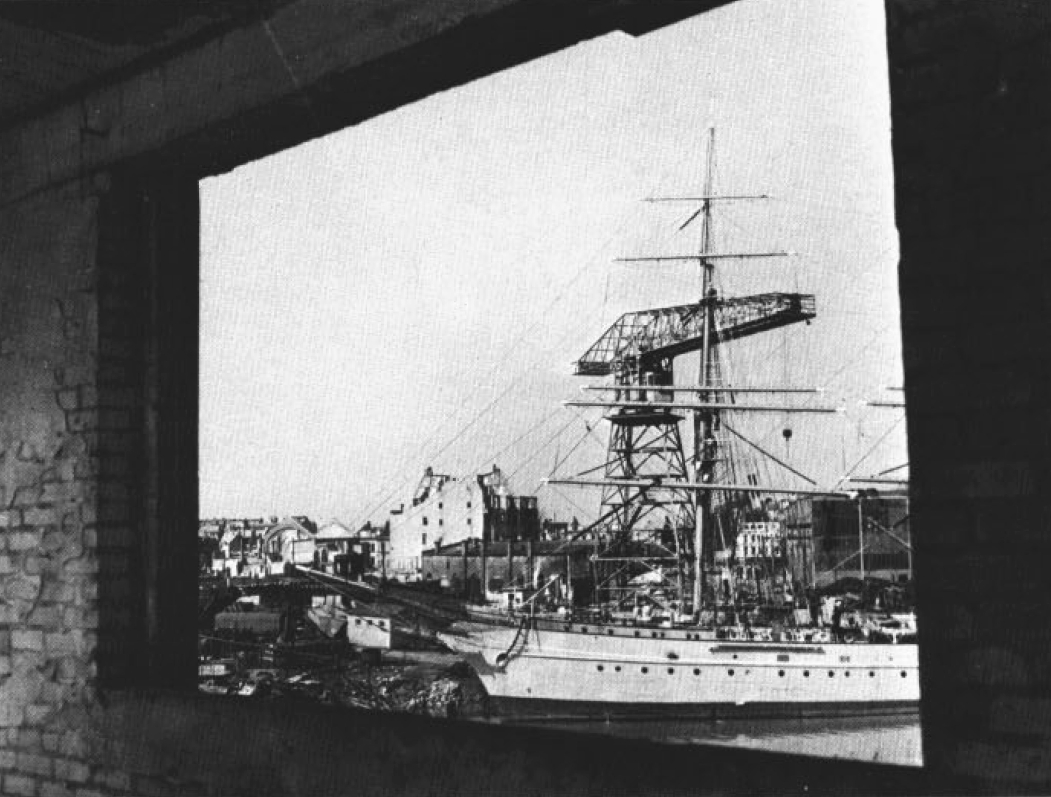
1946年
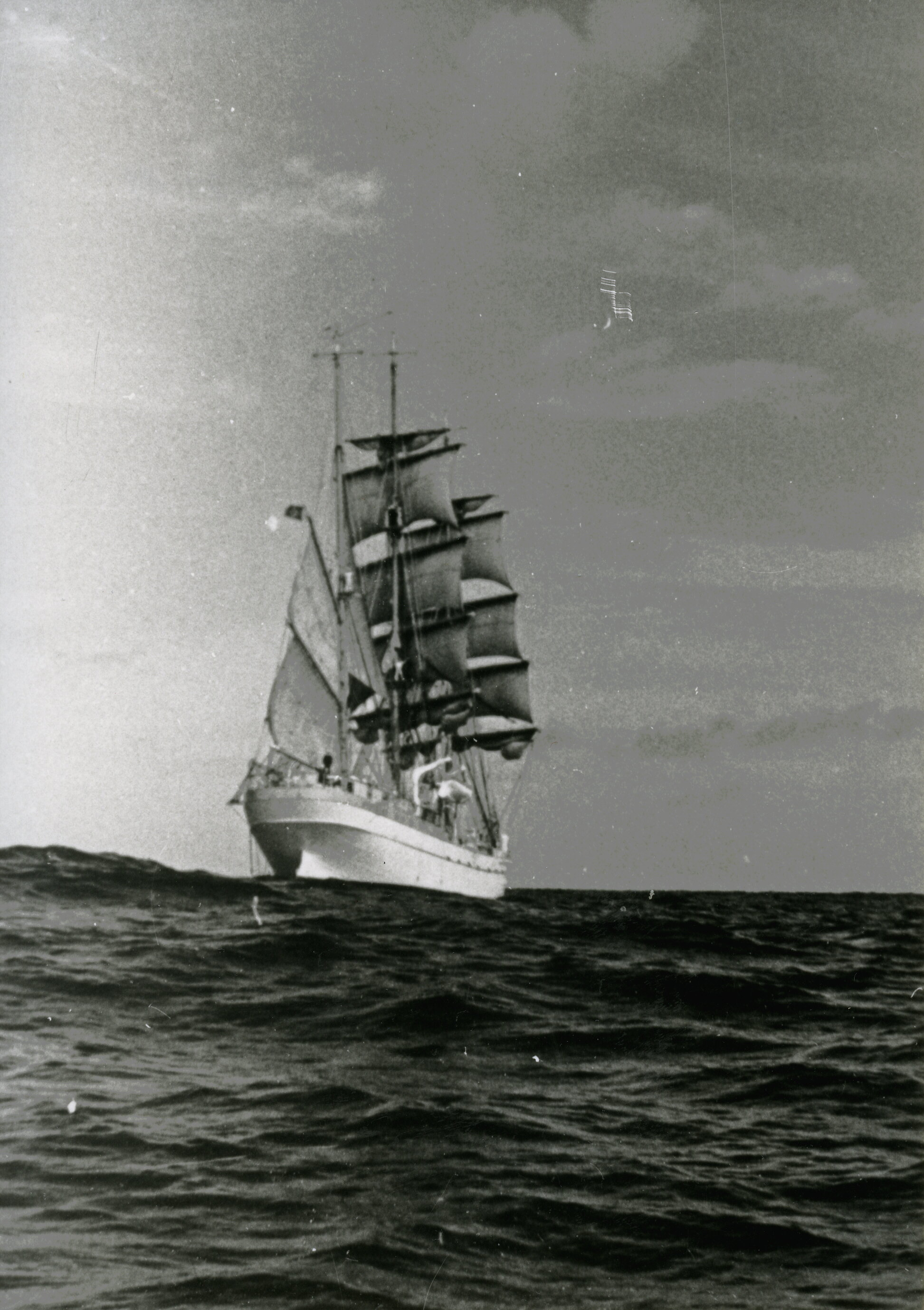
1937年
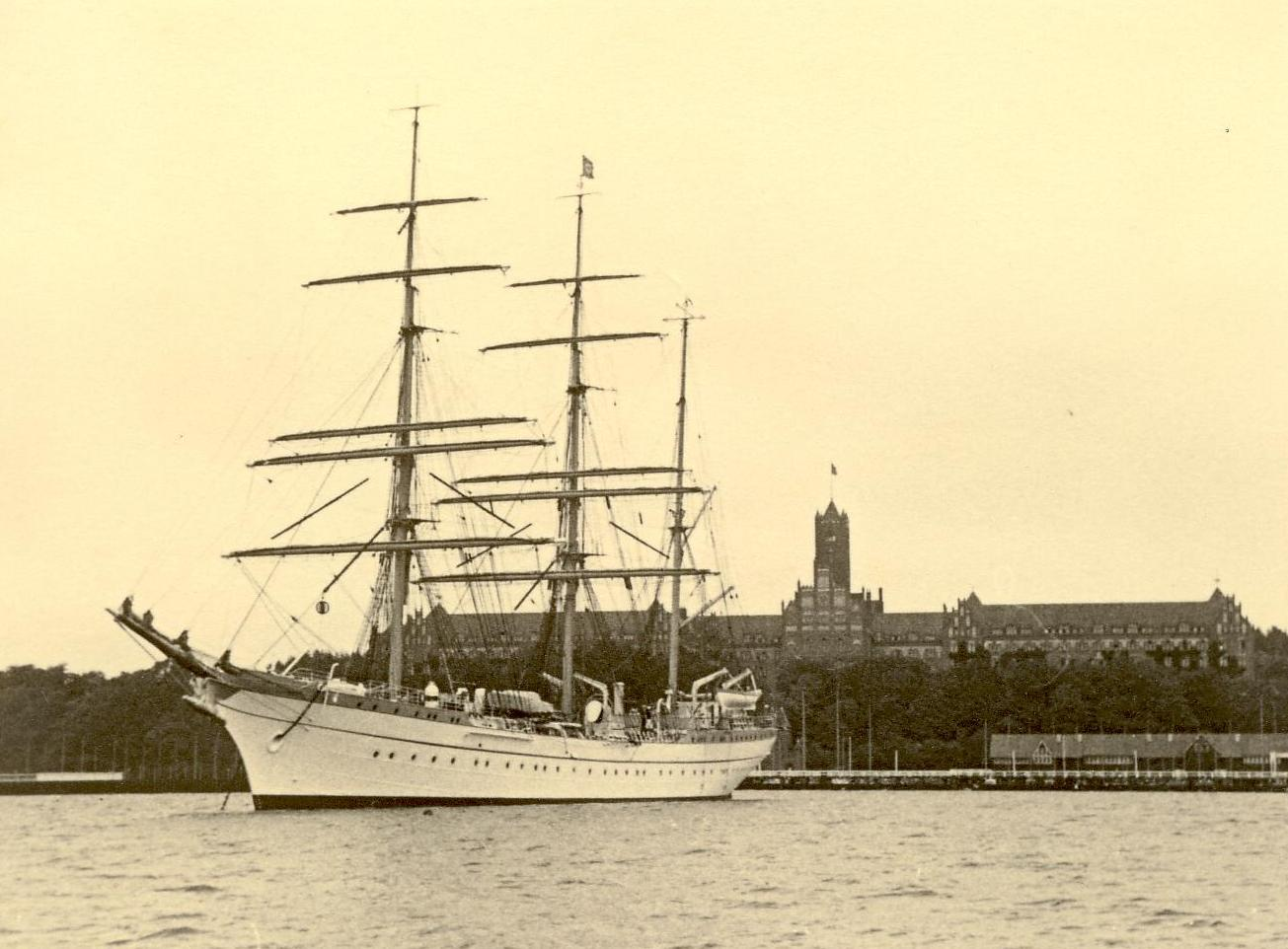
1937年

アメリカ沿岸警備隊時代
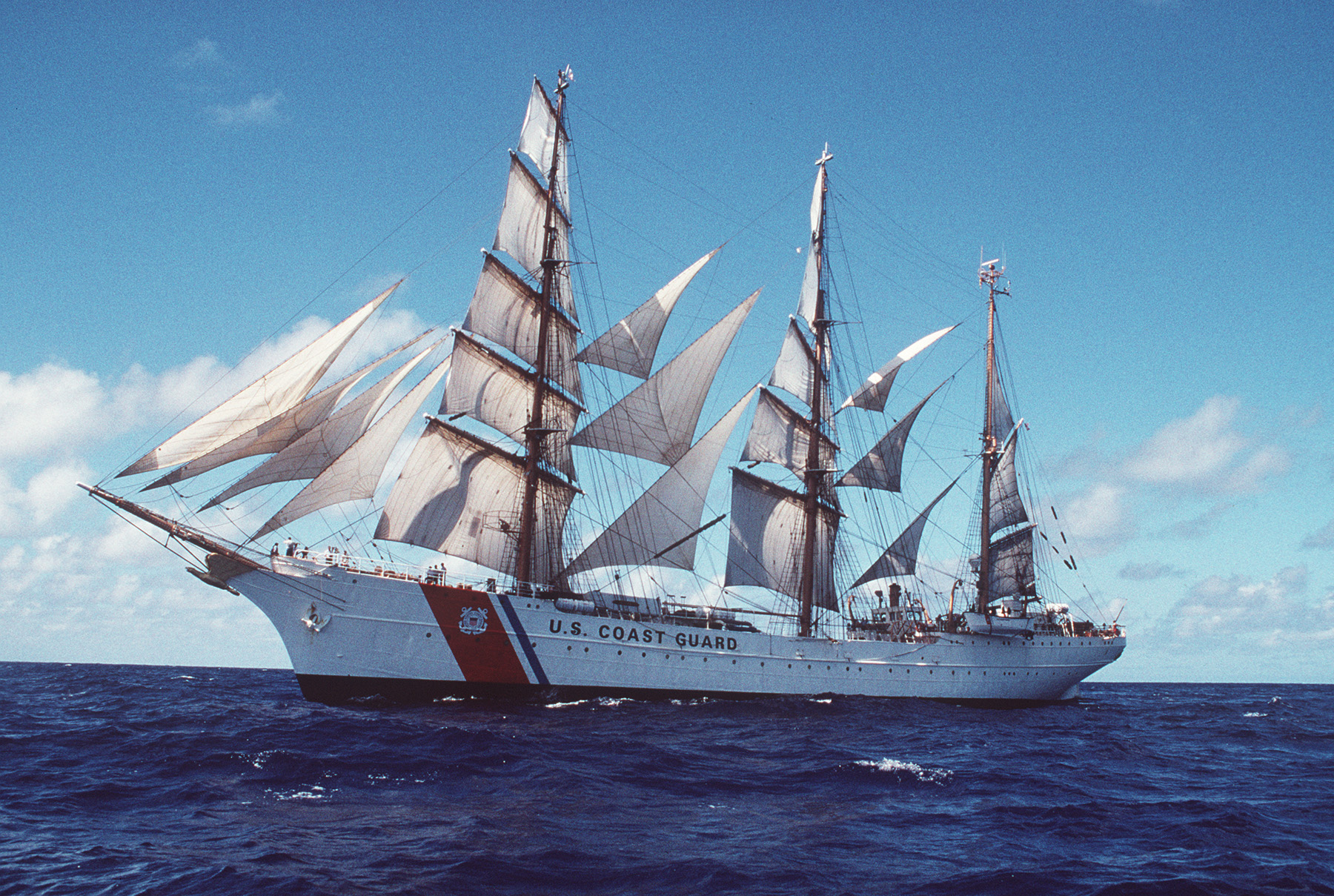
1998年
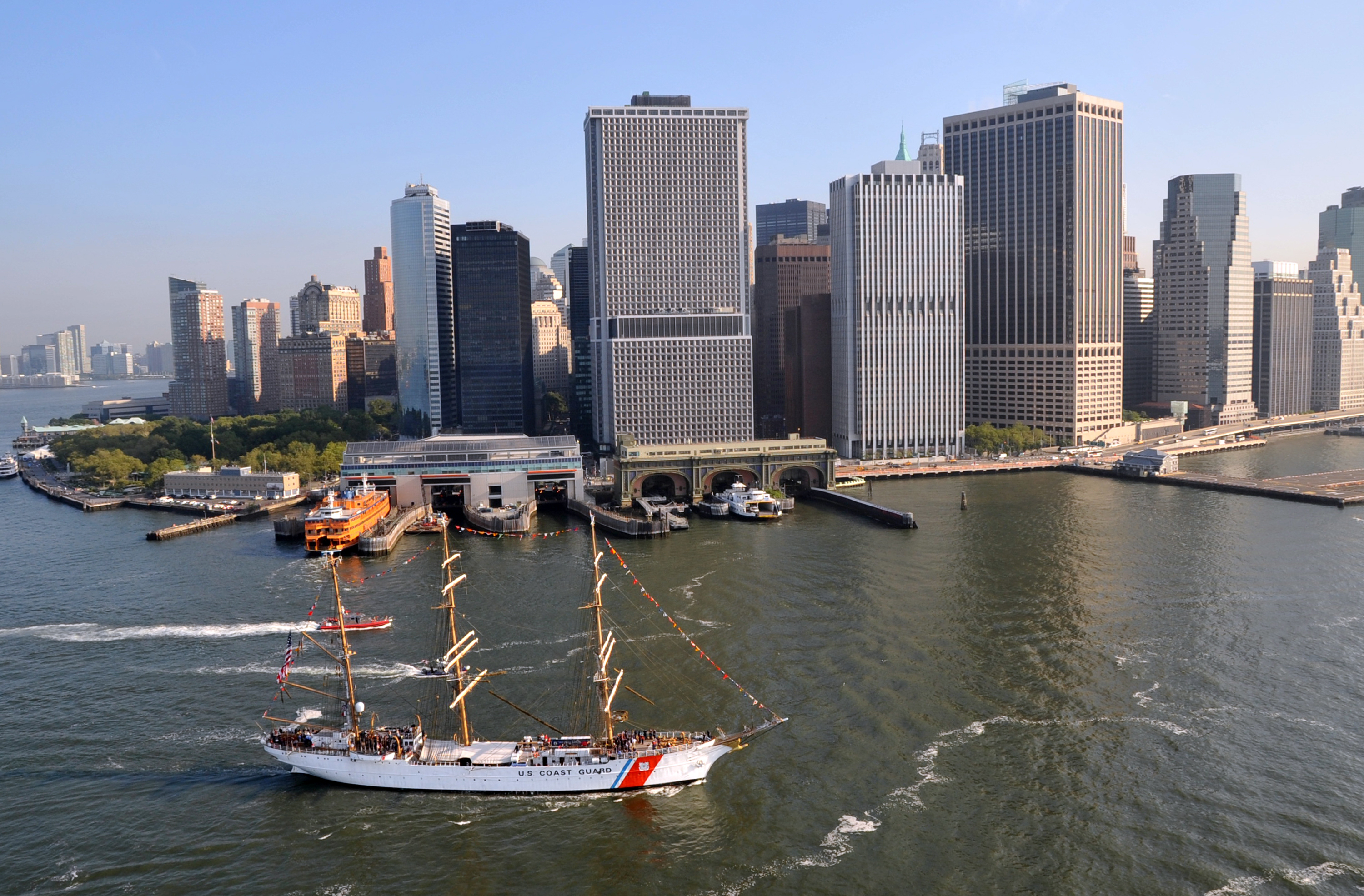
2011年・ニューヨークでの一枚
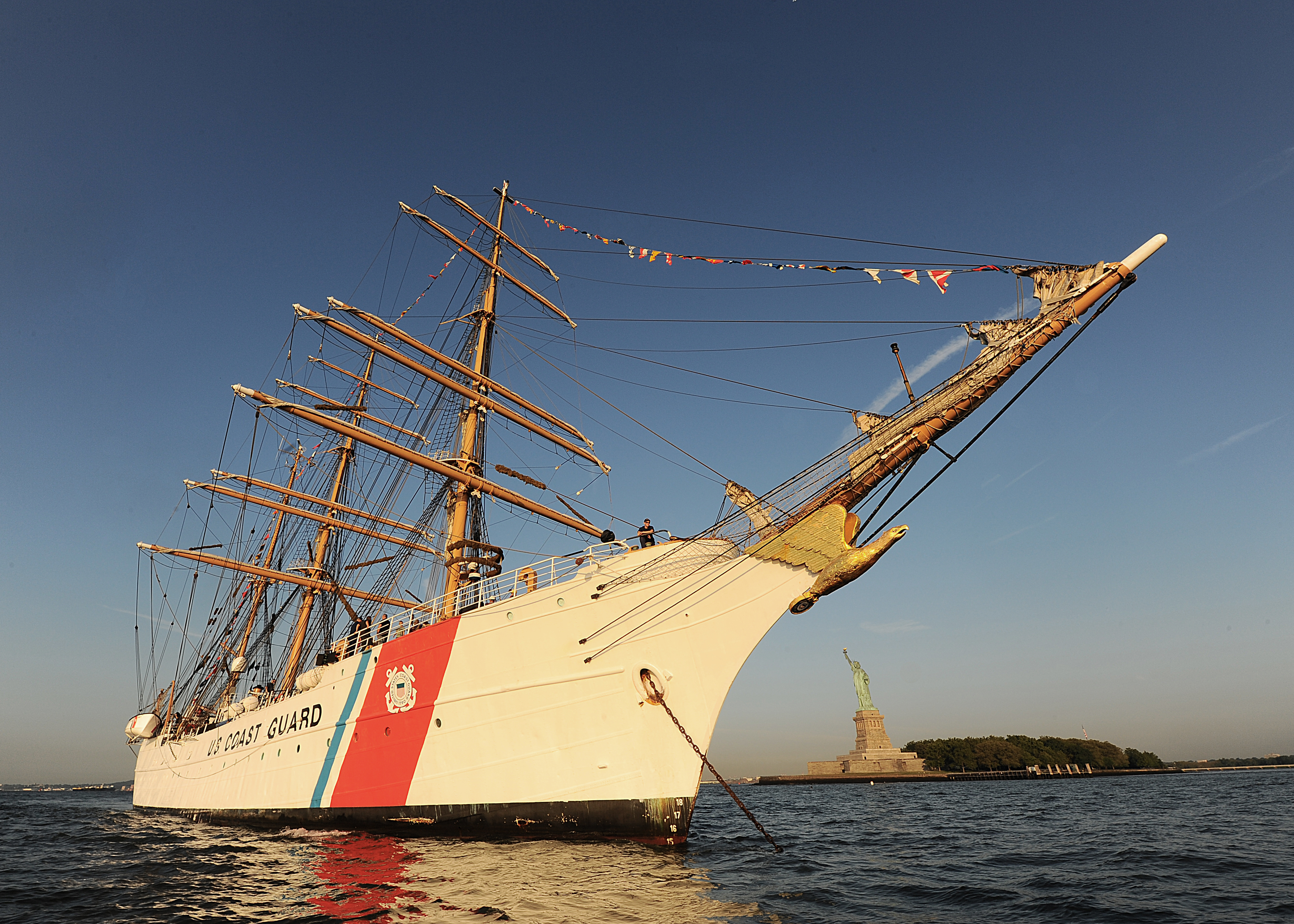
同じく2011年、ニューヨークにて
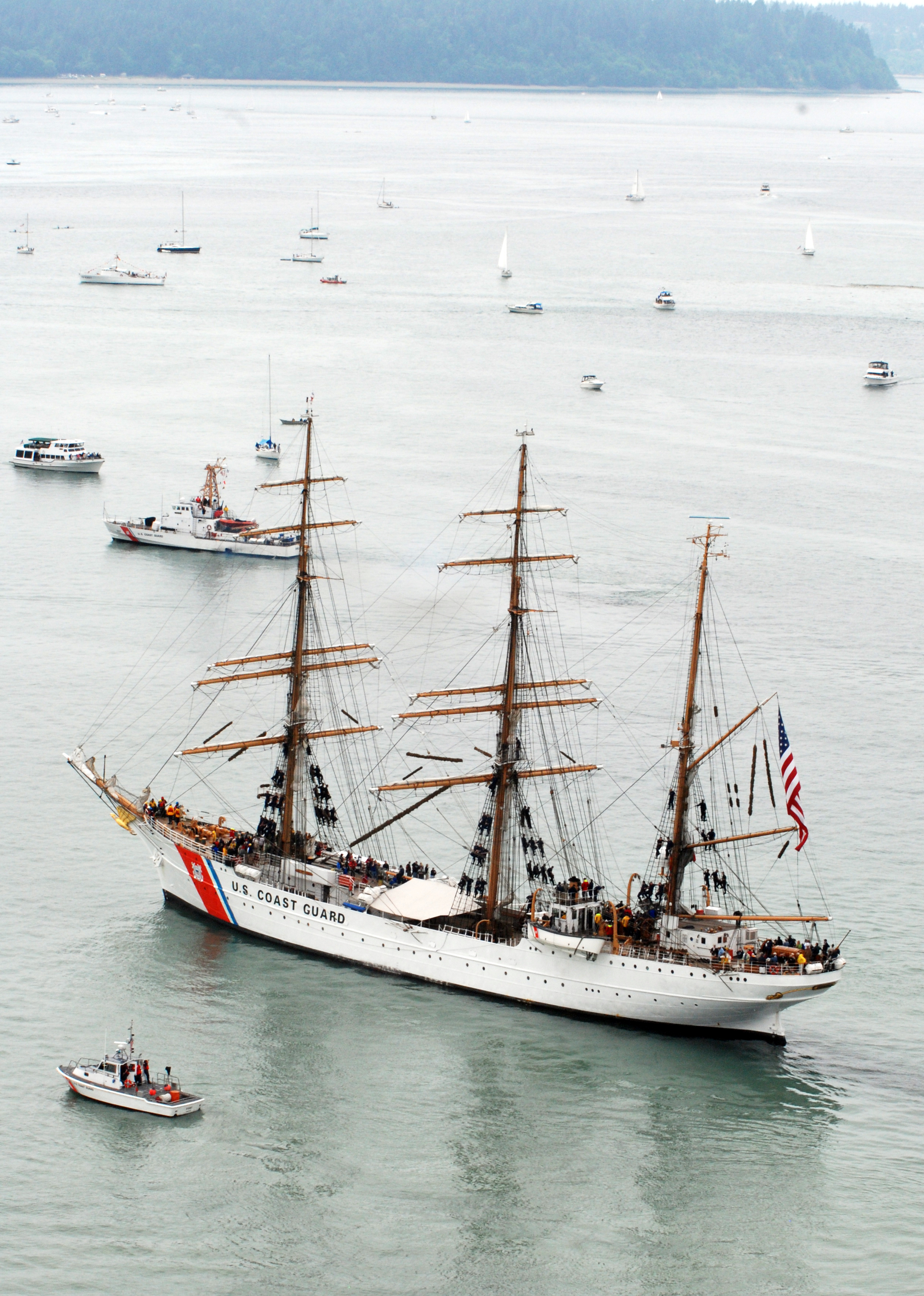
後方から
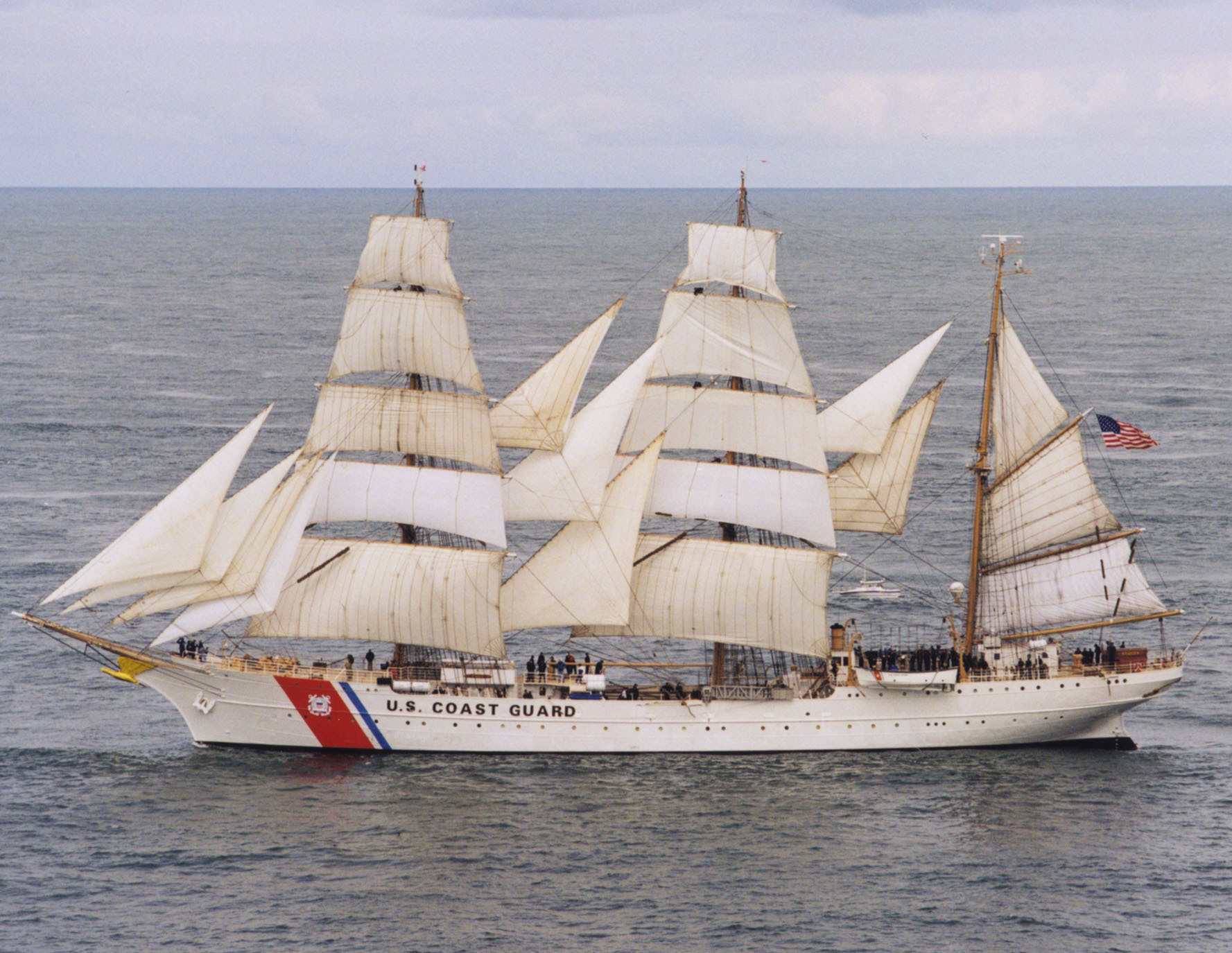
帆を張った状態
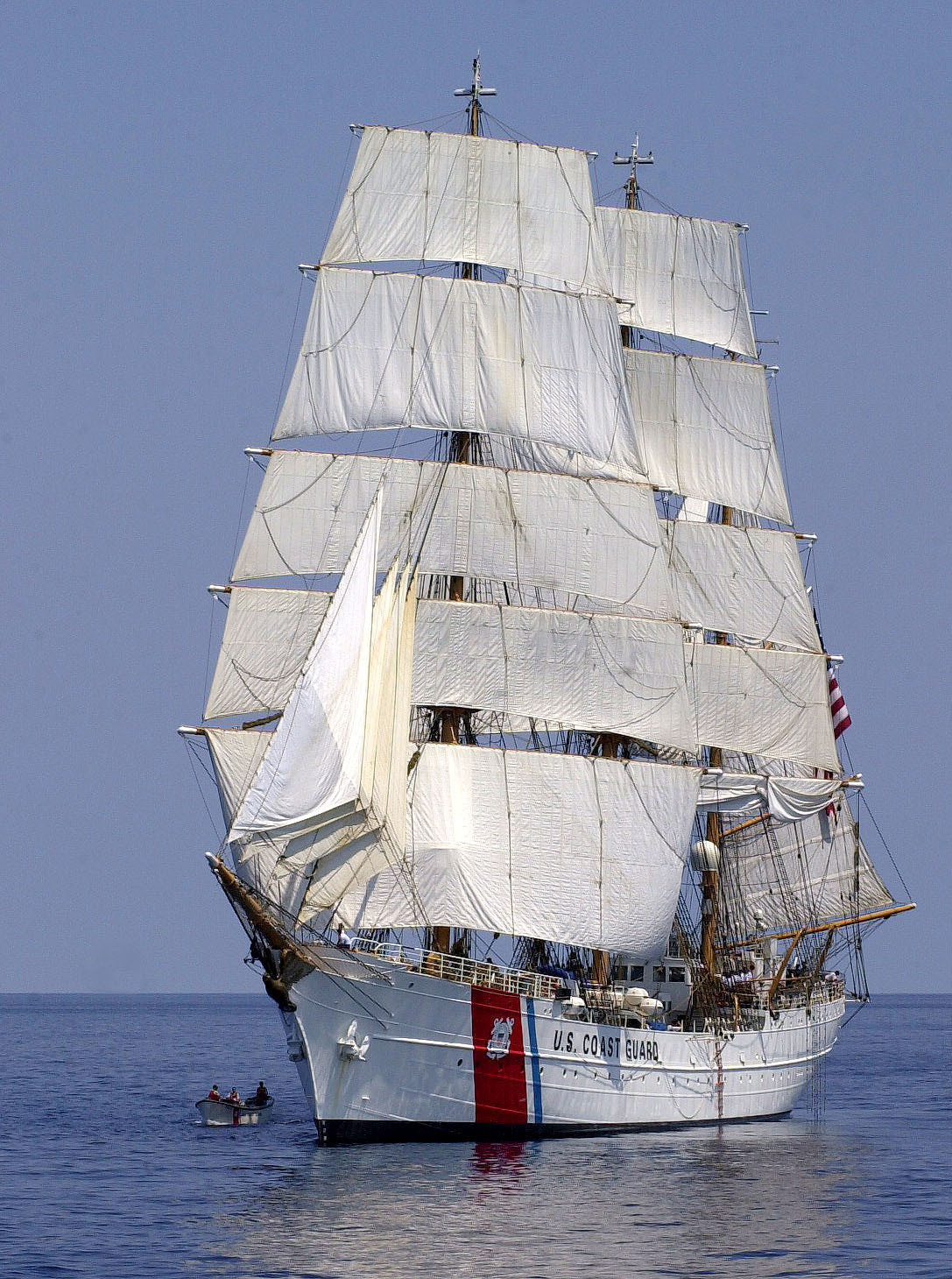
2002年の「艦隊週間」にて
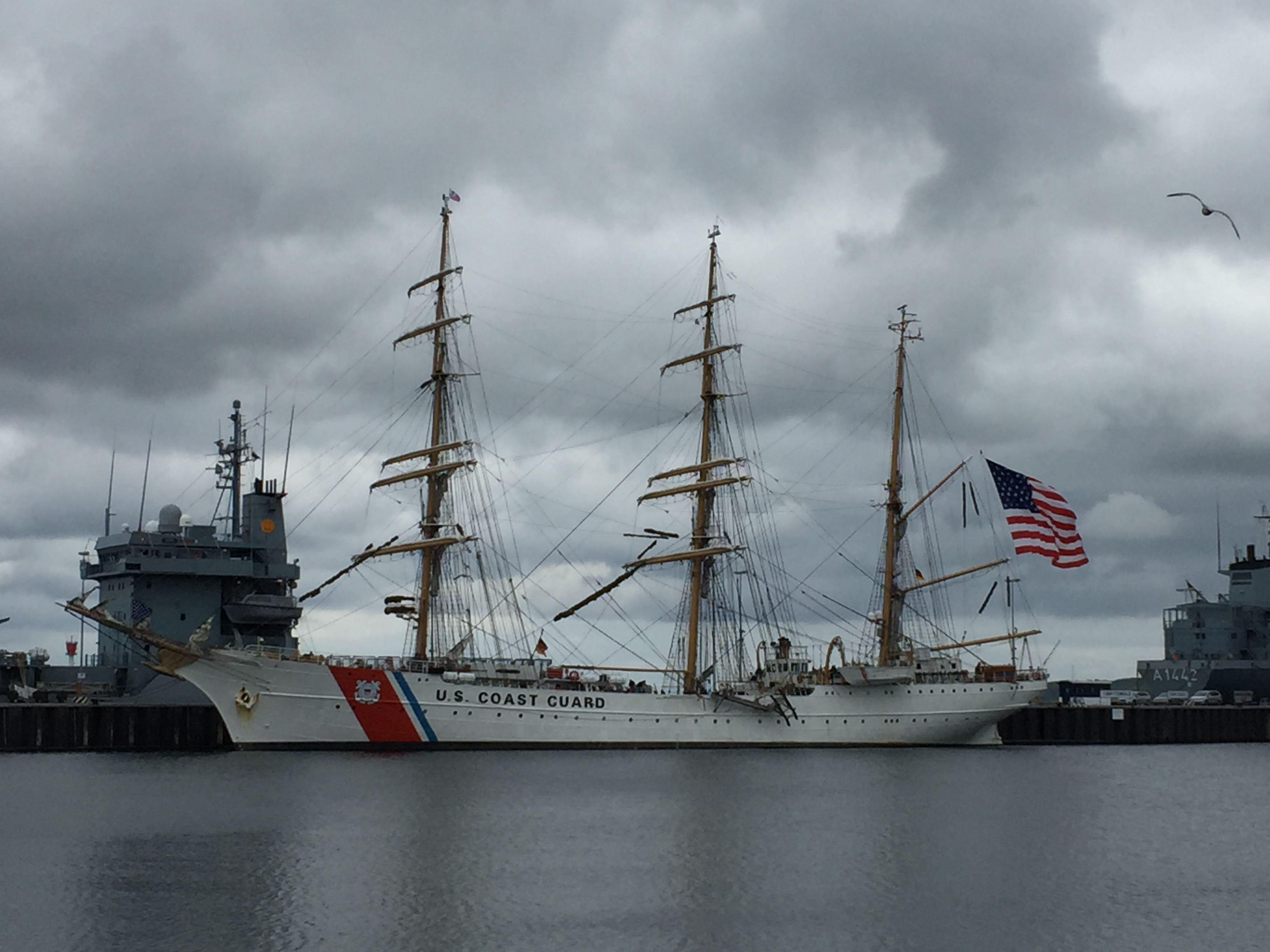
2019年、ドイツのキールにて。
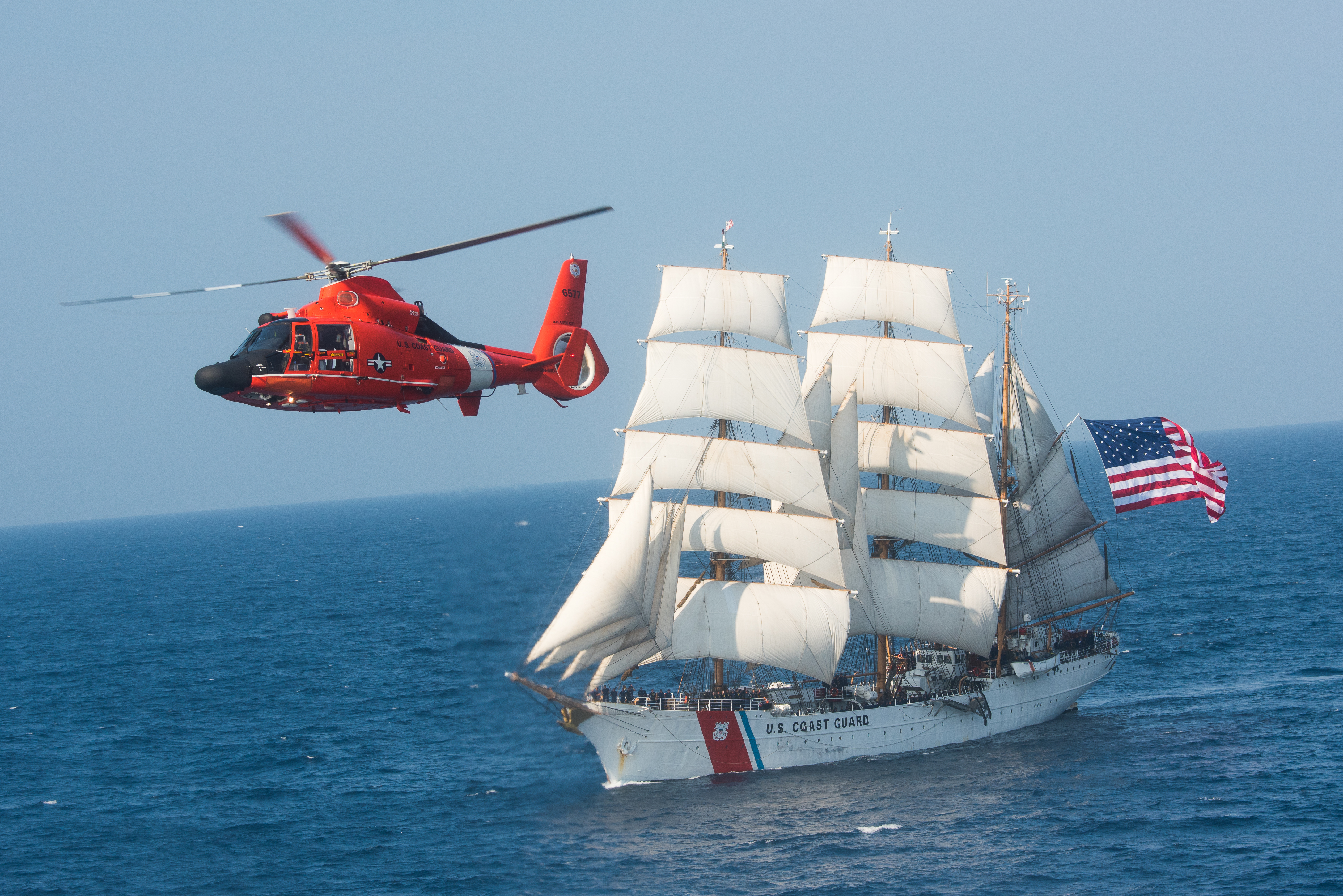
2015年、大西洋にて。ヘリはHH-65 ドルフィン。
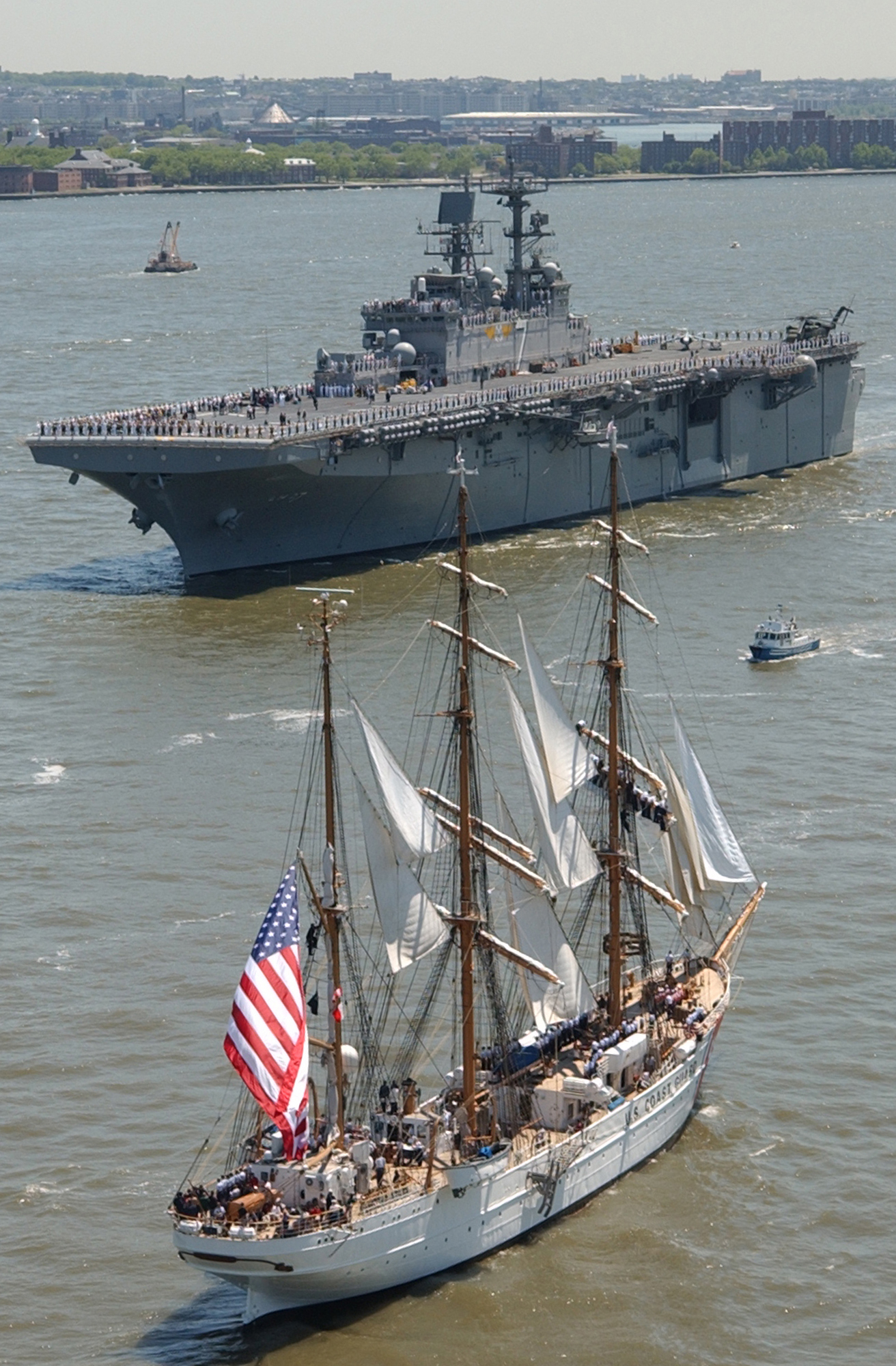
強襲揚陸艦「イオー・ジマ (LHD-7)」との一枚。
- 本船を記念して製作された、ルイス・J・バックリーによる行進曲「The Tall Ship Eagle」。